# Garyville
Garyville es un lugar designado por el censo ubicado en la parroquia de St. John the Baptist en el estado estadounidense de Luisiana. En el Censo de 2010 tenía una población de 2811 habitantes y una densidad poblacional de 67,64 personas por km².

## Geografía
Garyville se encuentra ubicado en las coordenadas 30°3′57″N 90°38′5″O / 30.06583, -90.63472. Según la Oficina del Censo de los Estados Unidos, Garyville tiene una superficie total de 41.56 km², de la cual 36.95 km² corresponden a tierra firme y (11.09%) 4.61 km² es agua.

## Demografía
Según el censo de 2010, había 2811 personas residiendo en Garyville. La densidad de población era de 67,64 hab./km². De los 2811 habitantes, Garyville estaba compuesto por el 45.54% blancos, el 53.47% eran afroamericanos, el 0.11% eran amerindios, el 0% eran asiáticos, el 0% eran isleños del Pacífico, el 0.18% eran de otras razas y el 0.71% pertenecían a dos o más razas. Del total de la población el 0.92% eran hispanos o latinos de cualquier raza.